# Лема Брезіса — Ліба
У математичному аналізі лема Брезіса — Ліба є основним результатом в теорії міри. Вона названа на честь Хайма Брезіса та Елліота Ліба, які довели її в 1983 році. Лему можна розглядати за певних умов як покращення леми Фату до рівності. Вона була корисна при дослідженні багатьох варіаційних проблем.

## Лема та її доведення

### Твердження леми
Нехай {\displaystyle (X,\mu )} — простір із мірою, а {\displaystyle \{f_{n}\}} — послідовність вимірних комплекснозначних функцій на {\displaystyle X}, які майже скрізь збігаються до функції {\displaystyle f}. Гранична функція {\displaystyle f} — вимірна автоматично. Лема Брезіса — Ліба стверджує, що якщо {\displaystyle p} — додатне число, то
{\displaystyle \lim _{n\to \infty }\int _{X}\left||f|^{p}-|f_{n}|^{p}+|f-f_{n}|^{p}\right|\operatorname {d} \mu =0,}
за умови, що послідовність {\displaystyle \{f_{n}\}} є рівномірно обмеженою у просторі {\displaystyle L^{p}(X,\mu )}. Суттєвим наслідком, який посилює лему Фату у застосуванні до послідовності {\displaystyle |f_{n}|^{p}}, є рівність
{\displaystyle \int _{X}|f|^{p}\operatorname {d} \mu =\lim _{n\to \infty }\left(\int _{X}|f_{n}|^{p}\operatorname {d} \mu -\int _{X}|f-f_{n}|^{p}\operatorname {d} \mu \right),}
що випливає з нерівності трикутника. Цей наслідок часто приймають як твердження леми, хоча він не має більш прямого доведення.

### Доведення
Доведення базується на нерівностях
{\displaystyle {\begin{aligned}W_{n}\equiv \left||f_{n}|^{p}-|f|^{p}-|f-f_{n}|^{p}\right|&\leq \left||f_{n}|^{p}-|f-f_{n}|^{p}\right|+|f|^{p}\\&\leq \varepsilon |f-f_{n}|^{p}+C_{\varepsilon }|f|^{p}.\end{aligned}}}
Наслідком є те, що {\displaystyle W_{n}-\varepsilon |f-f_{n}|^{p}}, яке майже скрізь збігається до нуля, обмежується зверху інтегровною функцією, незалежно від {\displaystyle n}. Спостерігаємо, що
{\displaystyle W_{n}\leq \max \left(0,W_{n}-\varepsilon |f-f_{n}|^{p}\right)+\varepsilon |f-f_{n}|^{p},}
а застосування теореми Лебега про мажоровану збіжність до першого члена з правої частини показує, що
{\displaystyle \limsup _{n\to \infty }\int _{X}W_{n}\operatorname {d} \mu \leq \varepsilon \sup _{n}\int _{X}|f-f_{n}|^{p}\operatorname {d} \mu .}
Обмеженість супремуму в правій частині при довільному {\displaystyle \varepsilon } показує, що ліва частина повинна бути нульовою.